# Nozava Akira
Nozava Akira (Hirosima) japán válogatott labdarúgó.

## Nemzeti válogatott
A japán válogatottban 3 mérkőzést játszott, melyeken 3 gólt szerzett.

## Statisztika
| Japán válogatott | Japán válogatott | Japán válogatott |
| Időszak          | Mérk.            | gól              |
| ---------------- | ---------------- | ---------------- |
| 1934             | 3                | 3                |
| Összesen         | 3                | 3                |